# Aichi Kōkūki KK

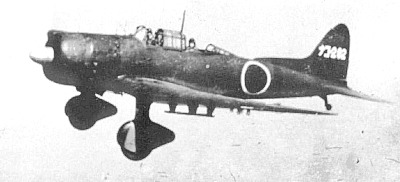
Samolot Aichi D3A2

Aichi Kōkūki Kabushiki-kaisha (愛知航空機株式会社) – nieistniejąca już japońska wytwórnia lotnicza z Nagoi.
Firma powstała w 1898 jako Aichi Tokei Denki Seizo (Fabryka Zegarków i Urządzeń Elektrycznych Aichi), produkcję samolotów rozpoczęła w 1920.  W 1943 z firmy wydzielono osobną wytwórnię lotniczą już jako Aichi Kōkūki.  Po zakończeniu II wojny światowej zakłady Aichi zostały zamknięte.  Współcześnie istnieje firma Aichi Machine Industry produkująca części dla Nissana.

## Produkowane samoloty
- Aichi Mi-go - wodnosamolot rozpoznawczy
- Aichi HD 25 - wodnosamolot rozpoznawczy
- Aichi HD 26 - wodnosamolot rozpoznawczy
- Aichi HD 28 - wodnosamolot rozpoznawczy
- Aichi HD 23 - myśliwiec pokładowy
- Aichi H1H - łódź latająca
- Aichi H2H - łódź latająca
- Aichi AB-1 - samolot transportowy
- Aichi AB-2 - wodnosamolot rozpoznawczy
- Aichi AB-3 - pokładowy wodnosamolot rozpoznawczy
- Aichi AB-4 - łódź latająca
- Aichi AB-6 - wodnosamolot rozpoznawczy
- Aichi AB-8 - bombowiec pokładowy
- Aichi AB-9 - samolot bombowy
- Aichi B3Y
- Aichi B7A - samolot torpedowy i bombowiec nurkujący
- Aichi D1A - bombowiec nurkujący
- Aichi D3A - bombowiec nurkujący
- Aichi E3A - pokładowy wodnosamolot rozpoznawczy
- Aichi E8A - wodnosamolot rozpoznawczy
- Aichi E10A - łódź latająca
- Aichi E11A - łódź latająca
- Aichi E12A - wodnosamolot rozpoznawczy
- Aichi E13A - wodnosamolot rozpoznawczy
- Aichi E16A - wodnosamolot rozpoznawczy
- Aichi F1A - wodnosamolot rozpoznawczy
- Aichi H9A – szkolna i patrolowa łódź latająca
- Aichi M6A - wodnosamolot
- Aichi S1A - myśliwiec nocny